# Филидровые
Филидровые (лат. Philydraceae) — семейство однодольных растений порядка Коммелиноцветные (лат. Commelinales), состоящее из 3 или 4 родов и 6 видов растений.

## Ботаническое описание

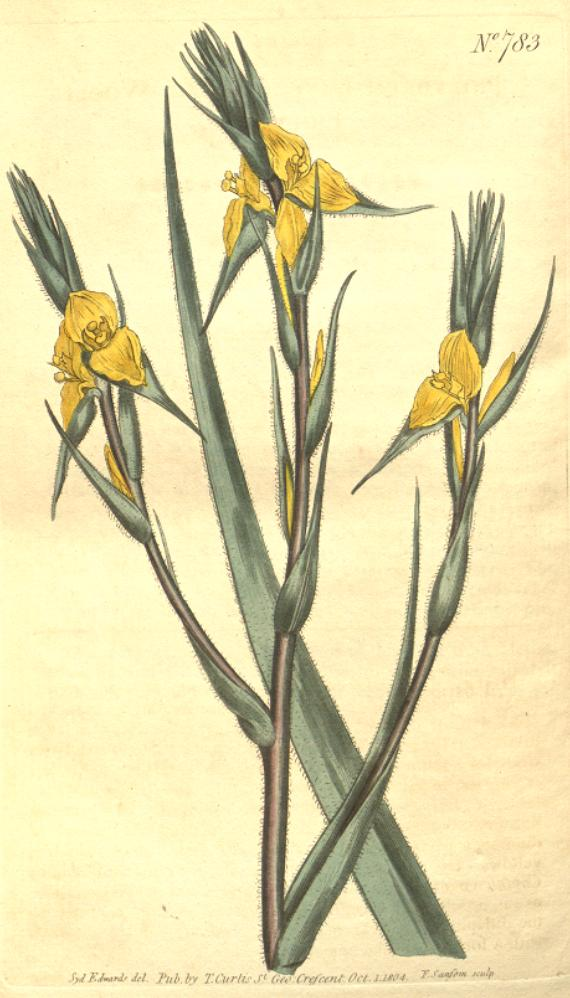
Philydrum lanuginosum

Виды семейства Филидровые — это многолетние травянистые растения.
Корневище у растений короткое.
Листья растений очередные, сидячие, плоские, линейные или мечевидные.
Цветки растений собраны в соцветия.
Прицветники довольно большие, цветки иногда частично сливаются с ними. Тычинка 1.
Околоцветник жёлтый или беловатый. Цветки обоеполые.
Плоды без мякоти, растрескивающиеся, имеют форму капсул. Семена многочисленные, содержат крахмал.

## Распространение
Виды семейства Филидровые встречаются в Юго-Восточной Азии, в Малайзии и в Австралии. Один из видов семейства Филидровые встречается в Китае.

## Роды
По информации базы данных The Plant List (на июль 2016) семейство включает 3 рода и 6 видов:
- Helmholtzia F.Muell. — Гельмгольция[2]
- Philydrella Caruel — Филидрелла[2]
- Philydrum Banks ex Gaertn. — Филидрум[2]